# Machimus ayubiensis
Machimus ayubiensis là một loài ruồi trong họ Asilidae. Machimus ayubiensis được Rahim miêu tả năm 1976. Loài này phân bố ở miền Ấn Độ - Mã Lai.